# Clase Supply (Australia)
La clase Supply class es una clase de buques de aprovisionamiento de la Royal Australian Navy.

## Componentes
Alemania -  Australia -  Canadá -  Estados Unidos -  Israel -  Suecia

### Estructura
| Sistema | País                 | Fabricante      | Notas          |
| ------- | -------------------- | --------------- | -------------- |
| Casco   | Bandera de España    | Navantia        |                |
| Acero   | Bandera de Australia | BlueScope Steel | 4500 toneladas |

### Electrónica
| Sistema                                           | País                                     | Fabricante           | Notas                              |
| ------------------------------------------------- | ---------------------------------------- | -------------------- | ---------------------------------- |
| Sistema integrado de puente (IBS)                 | Bandera de Canadá                        | OSI Maritime Systems | [ 2 ]                              |
| Sistema integrado de control de plataforma (IPMS) | Bandera de Australia                     | NSAG                 | Joint venture de Navantia con SAGE |
| Sistema integrado de combate                      | Bandera de Suecia · Bandera de Australia | Saab Saab Australia  | Saab 9LV                           |
| Sistema de comunicaciones                         | Bandera de Australia                     | Raytheon Australia   |                                    |

### Armamento
| Sistema                               | País                                          | Fabricante                                        | Notas                                                  |
| ------------------------------------- | --------------------------------------------- | ------------------------------------------------- | ------------------------------------------------------ |
| Sistema de armamento de proximidad    | Bandera de Estados Unidos                     | General Dynamics                                  | 1 unidad del modelo Phalanx CIWS de 20 mm              |
| Sistema de armamento a control remoto | Bandera de Israel · Bandera de Estados Unidos | Rafael Advanced Defense Systems McDonnell Douglas | 2 montajes modelo Typhoon con M242 Bushmaster de 25 mm |
| Ametralladoras medianas               | Bandera de Estados Unidos                     | Browning Arms Company                             | 4 unidades del modelo Browning M2 de 12,7 mm           |

### Propulsión
| Sistema   | País                | Fabricante | Notas             |
| --------- | ------------------- | ---------- | ----------------- |
| Motor     | Bandera de Alemania | MAN        | 2 × MAN 18V 32/40 |
| Generador | Bandera de Alemania | MAN        | 4 × MAN 7L21/31   |

### Aeronaves
| Sistema     | País                      | Fabricante                    | Notas             |
| ----------- | ------------------------- | ----------------------------- | ----------------- |
| Helicóptero | Bandera de Estados Unidos | Sikorsky Aircraft Corporation | 1 × MH60R Seahawk |

## Buques
| Nombre        | Número de banderín | Constructor      | Puesta de quilla        | Botado                  | En servicio             | Estado |
| ------------- | ------------------ | ---------------- | ----------------------- | ----------------------- | ----------------------- | ------ |
| HMAS Supply   | A195               | Navantia, Ferrol | 18 de noviembre de 2017 | 24 de noviembre de 2018 | 10 de abril de 2021     | Activo |
| HMAS Stalwart | A304               | Navantia, Ferrol | 25 de noviembre de 2018 | 30 de agosto de 2019    | 13 de noviembre de 2021 | Activo |